# Teodolfo Mertel

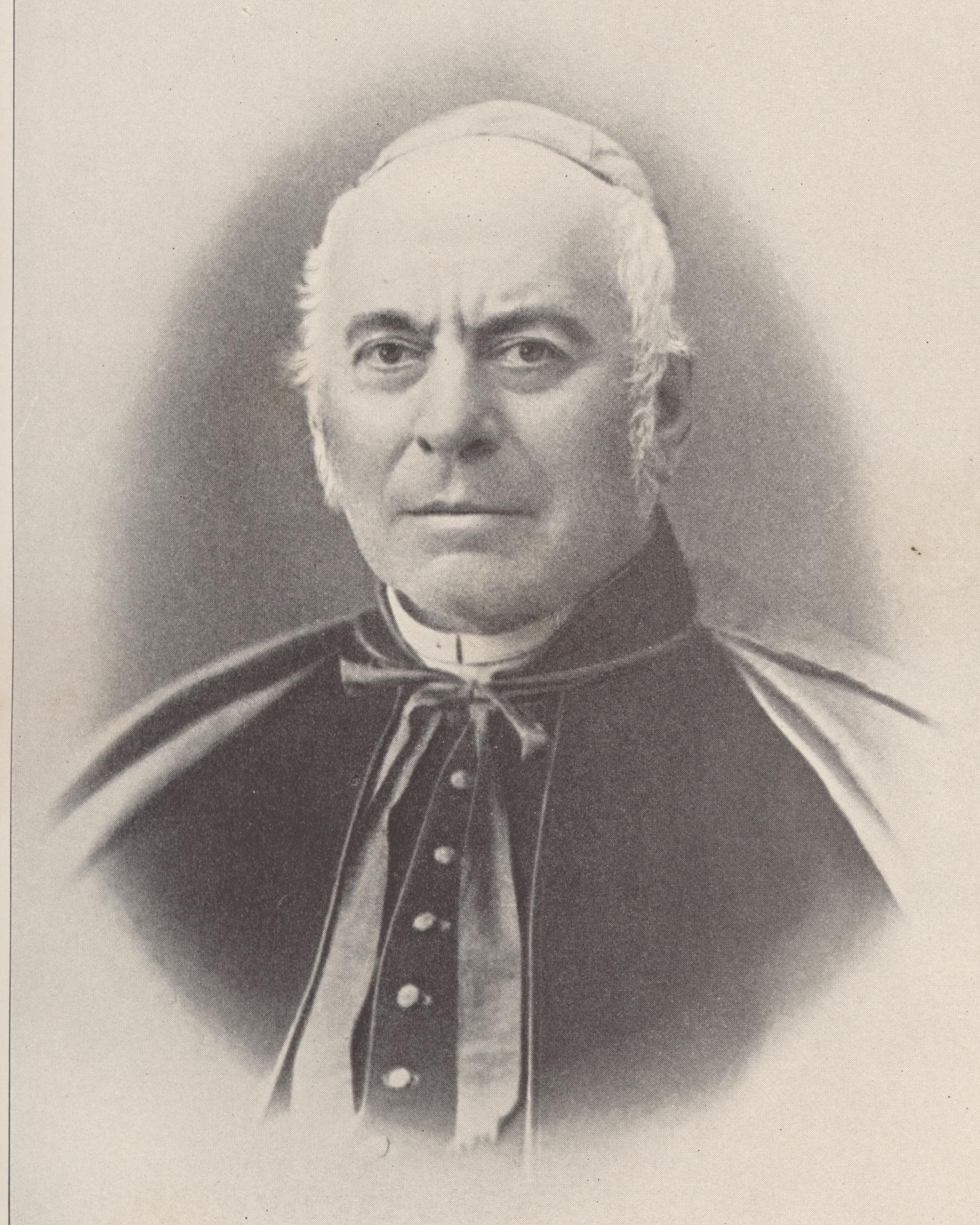
Teodolfo Mertel

Teodolfo Mertel (Allumiere, Laci, 6 de febrer de 1806 – 11 de juliol de 1899) fou un jurista, polític dels Estats Pontificis i cardenal, el darrer en ostentar aquesta dignitat sense haver estat mai ordenat sacerdot.
Era fill d'un immigrat bavarès que s'havia enriquit amb una indústria panificadora al poble d'Allumiere, prop de Roma.
Després de fer els estudis primaris als caputxins del seu poble i els secundaris a Montefiascone, ingressà a la Universitat La Sapienza de Roma, on el 1828 es doctorà in utroque iure (drets civil i canònic). El 1831 ingressà al Col·legi d'Advocats de la Cúria Romana. Obrí bufet al seu poble natal, i el 1839 fou elegit prefecte de la Congregazione di Sant'Ivo, secció del col·legi romà que tenia cura del torn d'ofici. El 1847 aconseguí per oposició una plaça d'auditor al Tribunal de la Rota Romana per la província de Romandiola i poc després era nomenat secretari de la comissió encarregada de redactar la constitució dels Estats Pontificis.
Quan el papa beat Pius IX tornà de l'exili de Gaeta després de l'efímera Repubblica Romana, nomenà Mertel ministre sense cartera (1850). Tres anys després el nomenà ministre de l'interior i de gràcia i justícia, càrrecs que ocupà fins al 1858. En el consistori del 15 de març d'aquell any el papa l'havia creat cardenal diaca de Sant'Eustachio, per la qual cosa l'endemà mateix l'ordenaren diaca. Fou novament ministre sense cartera entre 1858 i 1863, per bé que el seu càrrec fou només nominal arran de la incorporació dels Estats Pontificis al Regne d'Itàlia (1861). A la Cúria Vaticana, aquests anys darrers anys va ser prefecte d'economia a la Congregació de Propaganda Fide.
Entre 1863 i 1871 fou president del Suprem Consell d'Estat, i li pertocà ser un dels principals organitzadors del Concili Vaticà I. El 1875 fou nomenat visitador i protector de l'Orde Benedictí Camaldulenc i dos anys després president del Tribunal de la Signatura Apostòlica. Participa en el conclave de 1878 que elegí el papa Lleó XIII, el qual el nomenà secretari de memorials i peticions (1878) i secretari de breus (1879). En el consistori de 1871 va canviar la seva diaconia cardenalícia per la de Santa Maria in Via Lata, alhora que esdevenia protodiaca.
El 24 de març de 1884 fou nomenat vicecanceller de la Santa Església Romana, càrrec que ocuparia fins a la seva mort. En virtut d'aquest nomenament, li pertocà assumir el títol de cardenal de San Lorenzo in Damaso, i per això aquest temple romà hagué de ser “rebaixat” de presbiterial a diaconal.